# 伊東岳彥
伊東岳彦，是日本北海道北見市出身的漫畫家、插畫家暨動畫作家。

## 人物
早期採化名BLACK POINT活動，插畫及動畫相關工作則使用幡池裕行，但本人一概否認，稱幡池是學生時代不肖學長，幡池名義登錄的twitter也強調學弟漫畫家（指伊東）是別人。成立同人社團販售其原創作品關聯的同人誌。

## 工作室
1992年創建「The morningstar Ltd. 」，對外為「Morning Star Studio」名義，太空歌劇作品共通世界觀「Toward Star Worlds」。所屬成員冨士宏、大屋正宏、女屋雅和、北野玲、夢見、中原禮，大多已一 一獨立出去，現工作室不再運作而以幡池裕行身份活躍中。

## 作品

### 漫画
BLACK POINT
- Good Morning Althea（Good Morningアルテア，1986年）
- 比繁星更重要的是…（数多の星より大切な…，1987年）

- 宇宙英雄物語（宇宙英雄物語，1988–1992年）
- 霸王大系龍騎士（覇王大系リューナイト，1993–1995年）
- 星方武侠（OUTLAW STAR，1996–1999年）
- KO世紀三獸士外傳（KO世紀ビースト三獣士―外伝BIRTH of the V-美-DARN，1999年）
- 逢魔就七上八下！（逢魔にドキドキ！，2002年）

### 動畫
- Good Morning Althea（Good Morningアルテア，1987年，原作）
- 勇往直前（トップをねらえ！，1988年，設定）
- NG騎士檸檬汽水&40（NG騎士ラムネ&40，1990–1991年，角色原案）
- 霸王大系龍騎士（覇王大系リューナイト，1994–1995年，原作&角色原案）
- AIKa（1997年，客串角色設計）
- 遊戲王5D's（遊☆戯☆王5D's，2008–2011年，設計協力）

- New Story of Aura Battler DUNBINE（1988年，角色設計）
- 機動警察電影版（機動警察パトレイバー THE MOVIE，1989年，機械設計協力）
- 風暴戰士ORGUN（デトネイター・オーガン，1991-1992年，機械設計）
- 魔法陣都市電影版 & 2（サイレントメビウス劇場版 & 2，1991-1992年，設計工作）
- 毀滅者（D-1 DEVASTATOR，1992年，機械設計）
- KO世紀三獸士II（KO世紀ビースト三獣士II，1992–1993年，原作&角色原案）
- 暗黑破壞神（BASTARD！！-暗黒の破壊神-，1992–1993年，概念設計）
- 聖天空戰記（天空のエスカフローネ，1996年，設計協力）
- 星方武侠（星方武俠OUTLAWSTAR，1998年，原作&角色原案）
- 星方天使（星方天使エンジェルリンクス，1999年，原作&角色原案）
- ZEGAPAIN（ゼーガペイン，2006年，原作&角色原案&設計指導）

### 遊戲
- 銀河少女傳說（銀河お嬢様伝説ユナ，1995年，機械化兵士設計）
- 千劍物語（サウザンドアームズ，1998年，角色設計）
- ZERO ONE SP（SFアドベンチャー ZERO ONE SP，2004年，角色設計）
- Zwei Worter（2007年，中野訓練校制服設計）

### 小說插畫
BLACK POINT
- 聖艾爾莎十字軍（聖エルザクルセイダーズ）

- 南国戰隊（南国戦隊シュレイオー）
- 宇宙豪快（宇宙豪快ダイザッパー）
- A君(17)的戰爭（A君(17)の戦争） ※「Morning Star」並行
- Wolf Zone（ウルフゾーン）
- 我的勇者大人（わたしの勇者さま） ※並用「幡池裕行」

- 青騎士物語（青の騎士ベルゼルガ物語）
- 探尋未來（アベニールをさがして）
- 聖刻1092（聖刻1092）
- 劍之世界 第2部（ソード・ワールドRPGリプレイ第2部）
- Mervi & Qasim（メルヴィ＆カシム）

### 其它
- 天氣預報子的天氣。（お天気キャス子のウェザーデス。，2011年，Android應用軟體角色）

## 外部連結
- 的X（前Twitter）[]
- Morning Star Studio[]